# Стайн, Эбби
Э́бби Ха́ва Стайн (англ. Abby Chava Stein; род. 1 октября 1991, Нью-Йорк, Нью-Йорк) — американская трансгендерная активистка, оратор, блогер, модель, писательница и бывший раввин. Она является первой открытой транс-женщиной, выросшей в хасидской общине и прямым потомком основателя хасидского иудаизма Баал-Шем Това. В 2015 году она основала первую общенациональную группу поддержки для трансгендерных иудаистов.
Стайн также является первой женщиной, причём первой открытой трансгендерной женщиной, которая была посвящена в иудейской синагоге: она получила степень раввина в 2011 году, прежде чем совершила трансгендерный переход. Она не работала раввином по крайней мере с 2016 года.

## Жизнь и карьера
Стайн родилась 1 октября 1991 года в Уильямсберге, Нью-Йорк. Она является шестым ребёнком из 13-и детей в семье известных хасидских лидеров. Её семья имеет польские, украинско-румынские, сербские и израильские корни, причём преобладающее происхождение принадлежит современной Украине. Стайн приобрела популярность и стала интересовать людей, в том числе из за того что она является внучкой одного знаменитого хасидского ребе из Бруклина. Она выросла на идише и иврите и получила образование в традиционной еврейской дневной школе для мальчиков. Общество, в котором она росла, сильно сегрегированно по половому признаку, что влияет практически на все аспекты повседневной жизни. Она училась в иешиве Вижница в Киамеша Лейк, на севере штата Нью-Йорк, чтобы получить образование в средней школе, а также была рукоположена в 2011 году.. В 2012 году она покинула хасидскую общину. В 2014 году поступила в Школу общеобразовательных предметов Колумбийского университета и стала ЛГБТ-активисткой в США.

## Каминг-аут
В ноябре 2015 года Стайн попала в заголовки газет, когда призналась в своем блоге в трансгендерности и начала физический переход. Она фигурировала в некоторых крупных средствах массовой информации, включая The New York Times, New York Post, New York Magazine, NBC, The Daily Dot, и других. Она также засветилась на телевидении: на каналах CNN, Fox News, HuffPost Live, и Vice Canada. Она также появилась на нескольких международных телеканалах и во многих иностранных газетах и журналах на более чем 20 различных языках.
Когда Стайн покинула общину в 2012 году и стала атеисткой, её родители сказали, что «независимо от того, что происходит, что бы с тобой ни случилось, ты всё равно остаёшься нашим ребёнком». Однако после её каминг-аута отец Эбби сказал: «Ты понимаешь, что это означает, что я, возможно, больше не смогу с тобой общаться». С тех пор родители избегали её и вообще перестали с ней разговаривать. Её также возненавидели некоторые члены прежней общины, хотя в интервью Chasing News (короткометражная кинокомпания Fox News) она призналась, что пережила меньше презрения, чем многие могли ожидать.

### Смена имени
4 июня 2016 года Стайн отпраздновала свой переход и объявила о смене имени на Эбби Хава Стайн в Ромему, синагоге Возрождения евреев в Верхнем Вест-Сайде Нью-Йорка. В интервью HuffPost она заявила, что, хотя не верит в Бога, она хотела праздновать в синагоге:
Я хотела показать, что если вы утверждаете, что быть трансом неприемлемо в традиционном иудаизме, то это сообщество, которое не просто принимает меня таким, какой я есть, но празднует со мной, радуется со мной. Я надеюсь, поделившись моей историей, что, другие, находясь в такой же ситуации, поймут, что могут изменить свое имя в синагоге. Есть так много синагог, где это недоступно, но есть и те, где возможно — движение реформистского, консервативного иудаизма. Ортодоксальному иудаизму до этого ещё далеко. Каждый раз, когда происходит что-то подобное, это на один шаг приближает нас к принятию каждого.

## Публикации
Первая книга Стайн «Становление Евы: мой путь от ультраправого раввина к трансгендерной женщине» в форме мемуаров, была опубликована издательством Seal Press (Hachette) 12 ноября 2019 года ISBN 9781580059169.
Её труды также были опубликованы «Friendly Atheist» в «Queer Disbelief: Why LGBTQ Equality is an Atheist Issue» Камиллы Береджик под редакцией Хеманта Мехты. Стайн написала эссе специально для книги под названием «Женщина-транс (и бывший хасидский еврей): атеисты должны поддержать движение ЛГБТК»ISBN 978-0692989647.
Стайн также участвовала в издании «Драгоценности элула: Письмо к себе XII», сборника очерков, опубликованных исполнителем и автором песен и музыкальным продюсером Крейгом Таубманом. Ее эссе под названием «Dayeinu» («Достаточно» на иврите) было сосредоточено на вопросе «Что, если?» и исследовании вопроса «Что, если бы вы были рождены или воспитаны при других обстоятельствах».
Написала эссе для книги Кейя Блегвада «Розовый: Иллюстрация праздника цвета, от жвачки до линкоров», в котором описала своё личное отношение к розовому цвету, отношение хасидской общины к нему и свой взгляд на стереотипы женственностиISBN 978-1452174815.

## Активизм
После каминг-аута Стайн создала онлайн-группу поддержки, чтобы помочь трансгендерам-иудаистам. Стайн также призаналась, что Facebook и сообщества онлайн-поддержки были её спасательным кругом, когда она покинула свою общину, что позволило ей осознать позитивную силу онлайн-сообществ.
В декабре 2015 года Эбби Стайн основала группу поддержки для транс-иудаистов. На первом собрании группы присутствовало 12 человек, большинство из которых были хасидами, борющимися со своей гендерной идентичностью. Активные блоги Стайн также позволили ей завоевать большую популярность в еврейской общине, и она стала образцом для подражания для бывших ультраортодоксальных евреев — и не только ЛГБТК.
После каминг-аута, Стайн также поучаствовала в нескольких модельных проектах, изображающих её жизнь и переход, которые были опубликованы на многочисленных сайтах. В интервью для «Refinery29» она рассказала: «Мне действительно понравились [съёмки], это помогло мне чувствовать себя более комфортно», и что она создаёт эти проекты, чтобы вдохновить других в их переходе. В 2018 году Эбби также снялась для нескольких фотосессий и фотопроектов в крупных модных журналах, таких как «Vogue» и «InStyle».
В дополнение к трансгендерной активности, Стайн также принимала участие в нескольких проектах, чтобы помочь тем, кто покидает ультраортодоксальное сообщество. Она работала с «Footsteps», и их канадской дочерней организацией, «Forward», ради которой она отправилась в Монреаль в 2016 году, чтобы помочь с запуском проекта. Кроме того, она с YAFFED заложила правовую основу, работая над улучшением образования в хасидских школах, для которых она также занималась политической работой.
Во время президентских праймериз Демократической партии 2020 года Стайн выступила представителем кампании Берни Сандерса.

### Публичные выступления
Первое публичное выступление Стайн было в рекламном ролике к празднованию 10-й годовщины «Footsteps» в 2013 году, где она давала интервью о личном опыте ухода из ультраортодоксальной еврейской общины. Примерно в то же время она также давала интервью The Wall Street Journal и Гаарец о своём опыте ухода из общины и борьбы за защиту. Она также начала выступать с публичными речами на эти темы.
Помимо публичных выступлений, она также ведёт занятия по гендерным вопросам в иудаизме, а также привлекает внимание трансгендеров из ортодоксальных общин. По состоянию на ноябрь 2016 года она выступала в нескольких университетах. Она также совершила более длительные выступления с речью в нескольких общинах в Монреале, области залива Сан-Франциско и нью-йоркской агломерации.
Начиная с 2016 года, Стайн также стала восходящей звездой, пользующейся спросом на выступлениях и конференциях, таких как франшиза Limmud, где на конференции в Нью-Йорке 2017 года она выступала больше, чем любой другой докладчик. Также выступала на международном уровне на таких мероприятиях, как ежегодная конференция Джойнт (организация) в Берлине и шавуот в Bathurst Jewish Community Centre в Торонто.
Большая часть мероприятий для Стайн связана с филиалами организации Гилель по всему миру. Согласно докладу Гилель за 2017 год, «Стайн посетила более 100 кампусов, поделившись своей историей с тысячами студентов в надежде научить их важности инклюзивности и того, что „иудаизм не противоречит квирт-сообществу“». Сотни студентов, которым она рассказывала о своей жизни, трансгендерности в иудаизме, интерсекциональности, политике, деятельности и убеждениях, касающихся сообщества ЛГБТК, и проводила консультации о том, как быть более инклюзивными.

### Руководство Маршем женщин
В начале 2019 года Стайн присоединилась к организации Марша женщин в качестве члена Руководящего комитета 2019 года. Несмотря на некоторые противоречия, связанные с Маршем и его руководством, Стайн сказала, что «убеждена, что, работая с людьми, участвующими в Марше женщин, мы можем добиться гораздо большего, взаимодействуя сообща, даже если есть некоторые моменты, из-за которых мы чувствуем себя некомфортно» и хочет «выразить солидарность с другими еврейскими женщинами, которые поддерживают марш на том основании, что он превратился в важную и растущую коалицию маргинальных групп, включая евреев, афроамериканцев, латиноамериканцев и представителей ЛГБТ».
Во время митинга после Марша Стайн также выступила на сцене вместе с Его Преподобием Жаки Льюисом, старшим священником Средней Соборной церкви и активистом-мусульманином Ремазом Абдельгадером, возглавив духовный призыв, открывая митинг. Во время своего выступления, которое она начала с традиционного приветствия «Шаббат шалом», она рассказала о марше к Исходу, возглавив аудиторию в песнопениях, осуждающих различные формы предрассудков и угнетения, с пением «Let It Go».
Она также призвала к единству, сказав, что «многие люди в СМИ пытаются разделить нас. Нас объединяет не то, что мы все одинаковы. Что нас объединяет, так это наши различия».
В 2020 году Стайн выступала с докладом на Марше женщин в Нью-Йорке, на площади Фоли.

## Награды и премии
- The Jewish Week 36 Under 36. В 2016 году The Jewish Week назвала её одной из «36 Under 36» молодых евреев, которые изменили мир[80], она стала первым транс-человеком, получившим эту награду[81].
- Footsteps Leadership Award. На праздновании «Footsteps» в 2016 году[82] она получила награду за «Лучшее лидерство в продвижении историй Footsteps в литературе и гласности»[83].
- New York Magazine: 50 причин любить Нью-Йорк. В 2015 году журнал New York Magazine посчитал её историю одной из 50 причин любить Нью-Йорк, заявив, что жители Нью-Йорка чрезмерно воспринимают транс-людей[84].
- 9 еврейских ЛГБТК-активистов, которых нужно знать. В июне 2016 года «The Times of Israel»[85] и «Еврейское телеграфное агентство» назвали её одним из девяти «наиболее влиятельных евреев, которые помогли выявить проблемы ЛГБТ и продолжают работу над принятием решений»[86].
- Лидеры веры, ведущие борьбу за равенство ЛГБТ. В октябре 2017 года, в рамках LGBT History Month, она была названа Кампанией за права человека одним из девяти «лидеров веры, которые ведут борьбу за равенство ЛГБТ»[87].
- CAFE 100. В апреле 2018 года бывший федеральный прокурор США Прит Бхарара[англ.] назначил Стайн в своей вступительной речи в рамках CAFE 100 «выдающимся человеком, меняющим ситуацию и предпринимающим действия для решения некоторых из самых насущных проблем в Америке и во всем мире»[88].
- Награда ЛГБТК Прайд. В течение Pride month в июне 2018 года президент Бруклинского района Эрик Адамс представил Стайн как часть «особой группы жителей Нью-Йорка ЛГБТ»[89], чествуя её работу в ЛГБТК-сообществе, и особенно в прошлом хасидском ЛГБТ[90]
- 14 евреев, которые навсегда изменили историю квир-сообщества. В июне 2019 года «Еврейское телеграфное агентство»[91] назвало Стайн одним из 14 «евреев, которые навсегда изменили историю квир-сообщества». Наряду с Джаз Дженнингс, раввином Сандрой Лоусон, Лесли Фейнберг, Магнусом Хиршфельд и другими.
- 9 лидеров веры ЛГБТК, на которых следует обратить внимание в 2019 году. В сентябре 2019 года Center for American Progress назвал Стайн одним из 9 лидеров веры ЛГБТК, чьё «лидерство в настоящий момент заставляет их смотреть на лидеров критической веры в 2019 год и дальше»[92]. Согласно пресс-релизу CAP, «эти выдающиеся лидеры предложили мощное видение для реформирования системы уголовного правосудия, продвижения климатической справедливости, ликвидации системного расизма и многого другого»[93].
- Forward 50. В декабре 2019 года Стайн была названа «Forward» одним из 50 американских евреев, «которые оказали на нас влияние, заинтриговали и вдохновили нас в этом году»[94]. В нём Стайн также описала своё обязательство зажигать шаббатные свечи[95].
- 10 Women You Need to Know This Women’s History Month. В марте 2020 года в честь Women’s History Month Стайн была названа журналом «Moment» как одна из 10 «сильных и вдохновляющих женщин, которые работают над изменениями и производят впечатление.» Наряду с Мартой Нуссбаум, Робертой Каплан, Элис Шалви и доктором Рут[96].
- American Jewish Press Association Rockower Award, First Place Award for Excellence in Personality Profiles. В 2019 году Сими Горовиц получила награду за первое место за профиль Стайн «Эбби Стайн: гендерный переход через еврейскую линзу» в журнале «Moment» за выдающиеся достижения в профилях личности. AJPA прокомментировала, сказав, что «Эта часть пленяет человеческую природу Эбби Стейн, с обилием тихо раскрывающихся деталей (например, что она ест во время интервью). Впечатляющая работа»[97].

## Фильмография
В дополнение к длинному списку интервью с крупнейшими национальными и международными новостными СМИ, Стайн также показали в нескольких телевизионных сегментах в Соединенных Штатах, Канаде, Израиле, Болгарии и не только — на английском языке, французском, иврите, болгарском, русском, испанском и идише.
| Год       | Название6                 | Роль |
| --------- | ------------------------- | --- |
| 2014      | «Huffington Post Live»    | Телесериал; Эпизод «Почему ортодоксальные евреи борются за выход из общины» с Шулемом Дином |
| 2015      | «Huffington Post Live»    | Телесериал; «Почему эта транс-женщина оставила хасидизм, чтобы принять свою гендерную идентичность» |
| 2015      | «Chasing News»            | Сериал телекомпании Fox; Эпизод «Свобода быть собой» |
| 2016/2018 | «Great Big Story»         | Телесериал CNN; Эпизод «Переход к свободе» — в 2018 году эпизод был снова показан «Great Big Story Nordics» со шведскими субтитрами; Эпизод «Транссексуал с ультраортодоксальным прошлым»                                                                                              |
| 2016      | «Dark Net»                | Документальный телесериал Showtime; Эпизод 8 «Протест» |
| 2016      | «Daily Vice — Canada»     | Канадский телесериал; Эпизод «Проблемы транс-активистки, отрицаемые её хасидской еврейской общиной» на французском и английском языках |
| 2017      | «NowThis Original»        | Телесериал; Эпизод «Как этот хасидский раввин стал транс-женщиной» — только один Facebook собрал 2,6 млн просмотров |
| 2017      | «Shishi с Айялой Хассон»  | Израильский телесериал на 10 канале; Эпизод «הכל אודות אבי: מסעו המופלא של האברך החרדי שהפך לאישה» («Всё об Эбби: Необычный путь молодого ультраортодоксального мужчины, ставшего женщиной»), на иврите                                                                                |
| 2017      | «The Theme of NOVA»       | Болгарское телешоу; Эпизод «Темата на NOVA: Свещеникът, който се моли да бъде жена» («Раввин, молящийся о том, чтобы стать женщиной») стал первым появлением Эбби Стайн на телевидении Восточной Европы и первой трансгендерной историей в Болгарском телевидении на болгарском языке. |
| 2017      | «PopSugar»                | Сериал; Эпизод «Первый трансгендер, покинувший хасидскую общину, чтобы жить в правде как женщина» собрал более 7 миллионов просмотров только на Facebook, наибольшее из всех видео с её участием                                                                                       |
| 2017      | «DKISS»                   | Испанский телесериал; Эпизод «Abby Stein cortó toda la relación con su familia cuando les contó que era transgénero» на испанском языке — для этого эпизода Стайн не давала интервью.                                                                                                  |
| 2017      | Тайм-Код — RTVi           | Международный русскоязычный телесериал; Эпизод «„Тайм-Код“ с Владимиром Ленским. 16 июня» — снят в Колумбийском университете, на русском языке |
| 2017      | FOX 5 News At 5           | Новостной телесериал NYC; Эпизод «Путь трансгендерной женщины из хасидов в новую жизнь» |
| 2017      | «A Plus: A Grain of Saul» | Еженедельное шоу на Facebook; Эпизод «В честь Дня памяти трансгендеров» |
| 2017      | «The Rundown»             | Телешоу на международном израильском канале i24NEWS; Эпизод «Преодоление препятствий между ультраортодоксальной общиной и ЛГБТ-сообществом» в двух частях на английском языке |
| 2018      | «Todo Noticias»           | Аргентинское телешоу; Эпизод «Как ультраортодоксальный раввин (с женой и ребёнком) стал женщиной» и дополнительная часть «Эбби, православный раввин, ставший женщиной» на испанском |
| 2018      | «CAFE 100»                | Сериал; Эпизод «Серия 2: Эбби Стайн» |
| 2018      | «Huffpost Perspectives»   | Телевизионный сериал; Эпизод «Транс-женщина оставила свою хасидскую общину, чтобы полностью принять своё истинное я» |
| 2018      | «TRENDING»                | Телешоу ведущей Эмили Фрэнсис; Эпизод «От ультраортодоксального раввина к трансгендерной женщине» |
| 2018      | «Stern»                   | Немецкий сериал, основанный на журнале, как часть JWD Йоко Винтершайдта; Эпизод «Эбби Стайн пришлось отказаться от мира, где она должна быть раввином — быть женщиной», на немецком языке                                                                                              |
| 2019      | 112BK                     | Бруклинское еженедельное шоу BRIC TV; Эпизод «Переход хасидского раввина» |
| 2019      | Queer Kid Stuff           | Веб-сериал, обучающий детей темам LGBTQ+ и социальной справедливости; Сезон 4, эпизод 2 «Религия с Эбби Хава Стайн!» |
| 2019      | «Studio 10»               | Австралийское утреннее ток-шоу на Network Ten; Эпизод «Эбби Стайн: от православного раввина к трансгендерной женщине» |
| 2019      | «Today Show»              | Утреннее американское ток-шоу на NBC; 67 сезон, эпизод «Трансгендерная женщина ведёт хронику своего пути от раввина к истинной сущности» |
| 2020      | «Magellán»                | Венгерское образовательное и научное шоу на Super TV2; Эпизод «Rabbi volt, de nőként él tovább: Exkluzív interjú Abby Steinne» (Она была раввином, а теперь живёт как женщина: эксклюзивное интервью с Эбби Стайн) на венгерском                                                       |
| 2020      | Soon By You               | Отмечена в титрах и указана в сценарии как инструктор по йоге; «Soon By You» — это комедийный ситком в стиле «Друзей», созданная в современной ортодоксальной общине Верхнего Вест-Сайда Нью-Йорка. Этот эпизод был сфокусирован на православном ЛГБТ-сообществе                       |
| 2020      | «Inside Edition»          | Американский телевизионный журнал «News magazine» на CBS; 32 сезон, эпизод «Эбби Стайн, первая из хасидского сообщества Нью-Йорка, признавшаяся в транссексуальности» |

## Личная жизнь
В 2010 году Стайн вступила в брак с Фрайди Горовиц, с которой у неё также был сын, Дувид. Союз был по договорённости, и пара встречалась только 15 минут до помолвки. Когда Стайн покинула общину, она развелась со своей женой. В интервью The Wall Street Journal сразу после развода она призналась, что «у них были хорошие отношения» и что во время бракоразводного процесса она смогла «добиться „нормального соглашения“, включая еженедельные посещения, совместную опеку, раздельные каникулы, совместное принятие решений о главных жизненных событиях и каждые вторые выходные с сыном».